# Tambinia fasciculosa
Tambinia fasciculosa är en insektsart som beskrevs av Melichar 1914. Tambinia fasciculosa ingår i släktet Tambinia och familjen Tropiduchidae. Inga underarter finns listade i Catalogue of Life.